# 6027 Waratah
A 6027 Waratah (ideiglenes jelöléssel (6027) 1993 SS2) a Naprendszer kisbolygóövében található aszteroida. Gordon J. Garradd fedezte fel 1993. szeptember 23-án.